# مرجانی سروئی
مرجانی سروئی، مرجانی پشته‌ای (نام علمی: arenaria blepharophylla) نام یک گونه از سردهٔ مرجانی است. سردهٔ مرجانی یا آرناریا در ایران ۱۸ گونهٔ گیاه علفی یکساله و چند ساله غالباً بوته‌ای دارد که در ارتفاعات می‌رویند. مرجانی سروئی یکی از ۱۸ گونهٔ موجود در ایران است.